# Sepedon
Sepedon är ett släkte av tvåvingar. Sepedon ingår i familjen kärrflugor.

## Bildgalleri

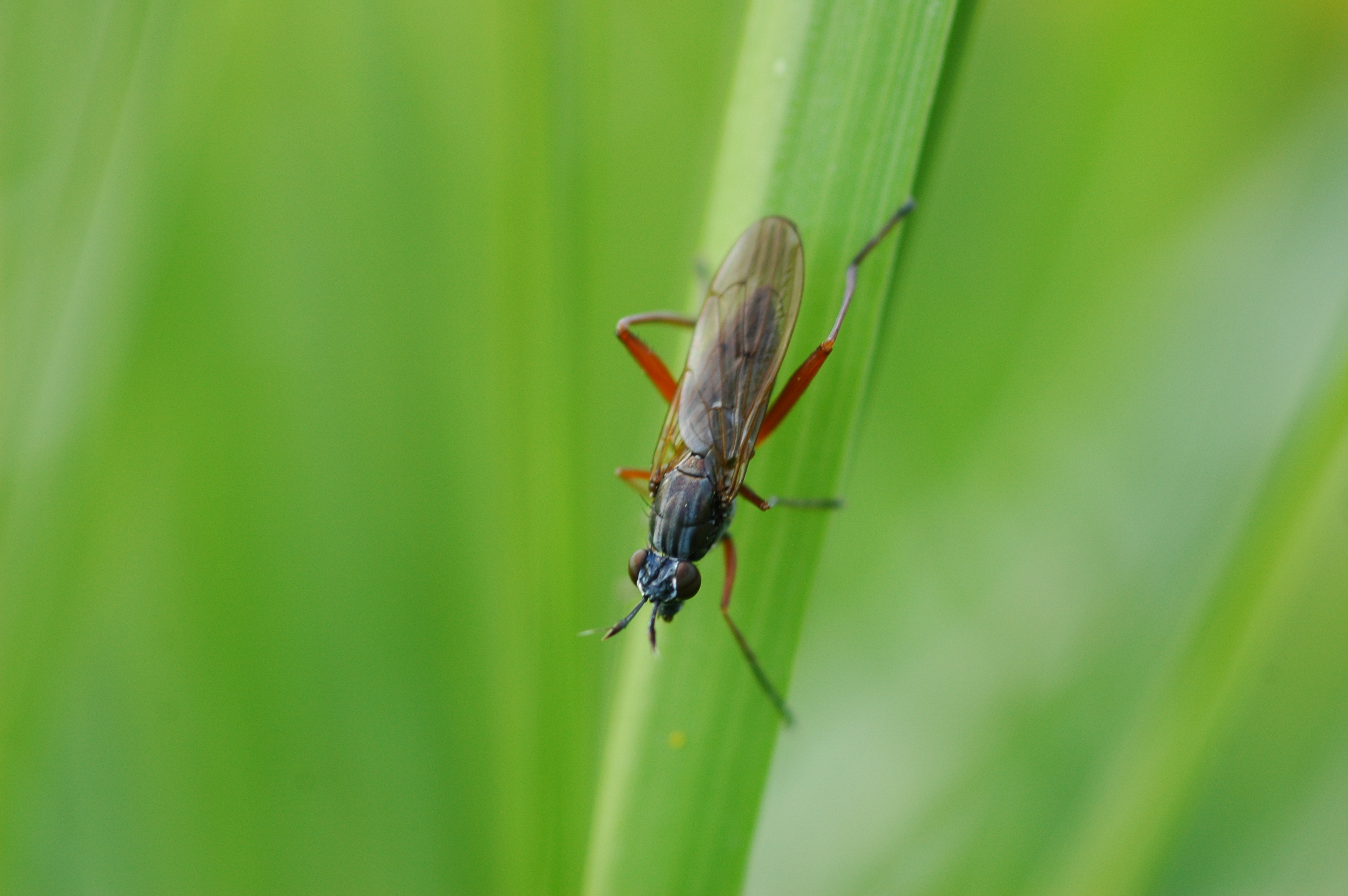
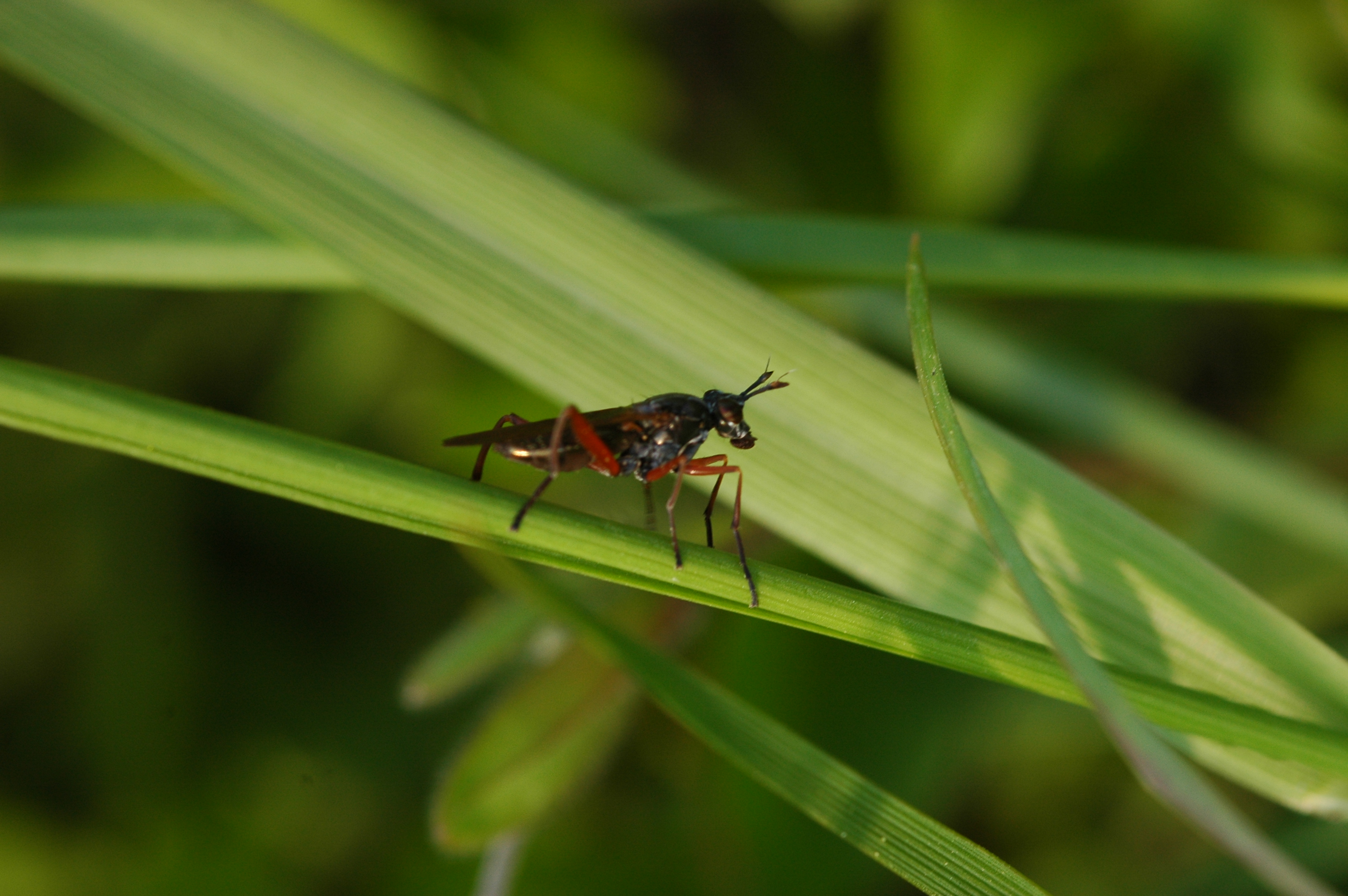
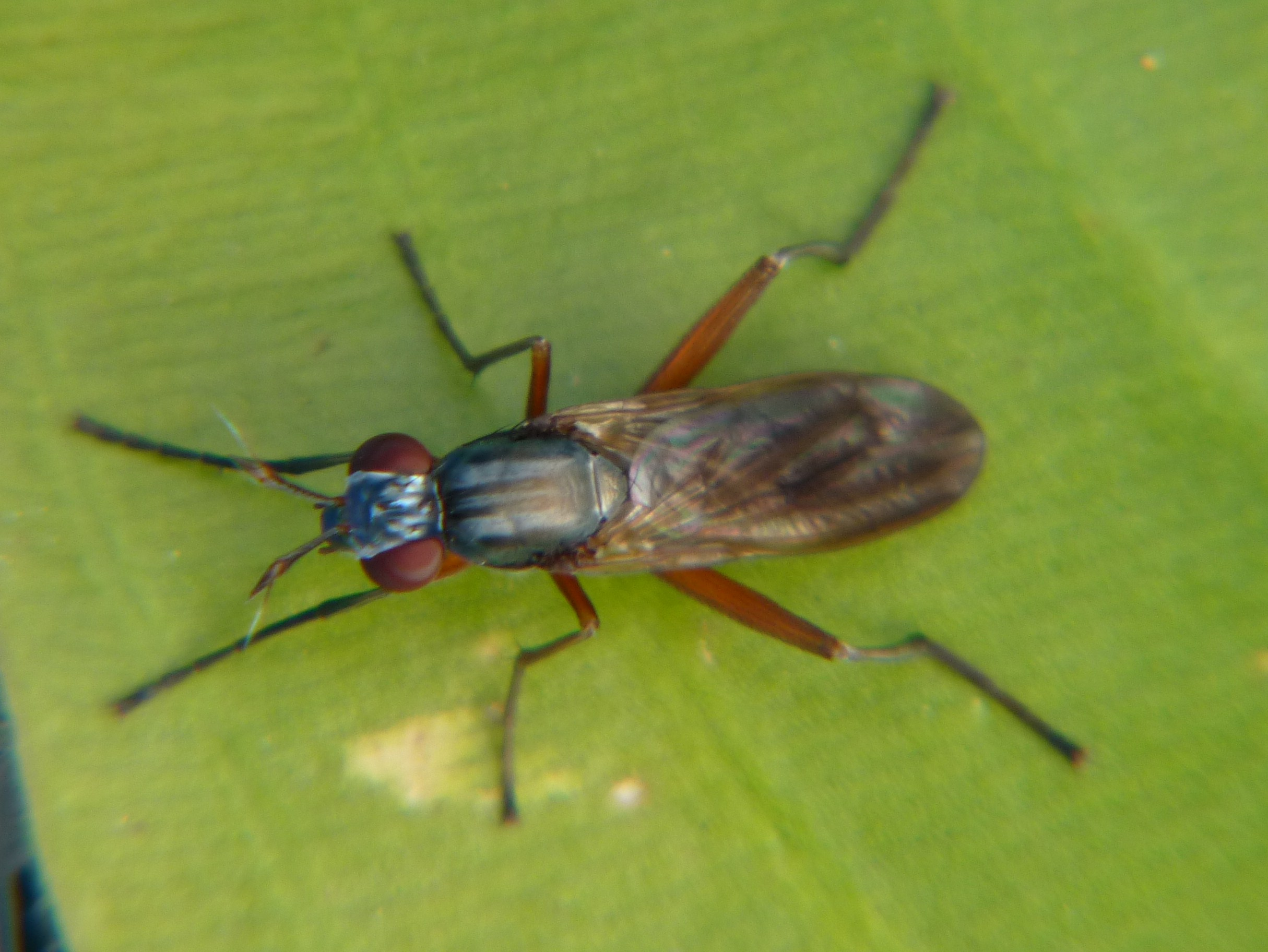
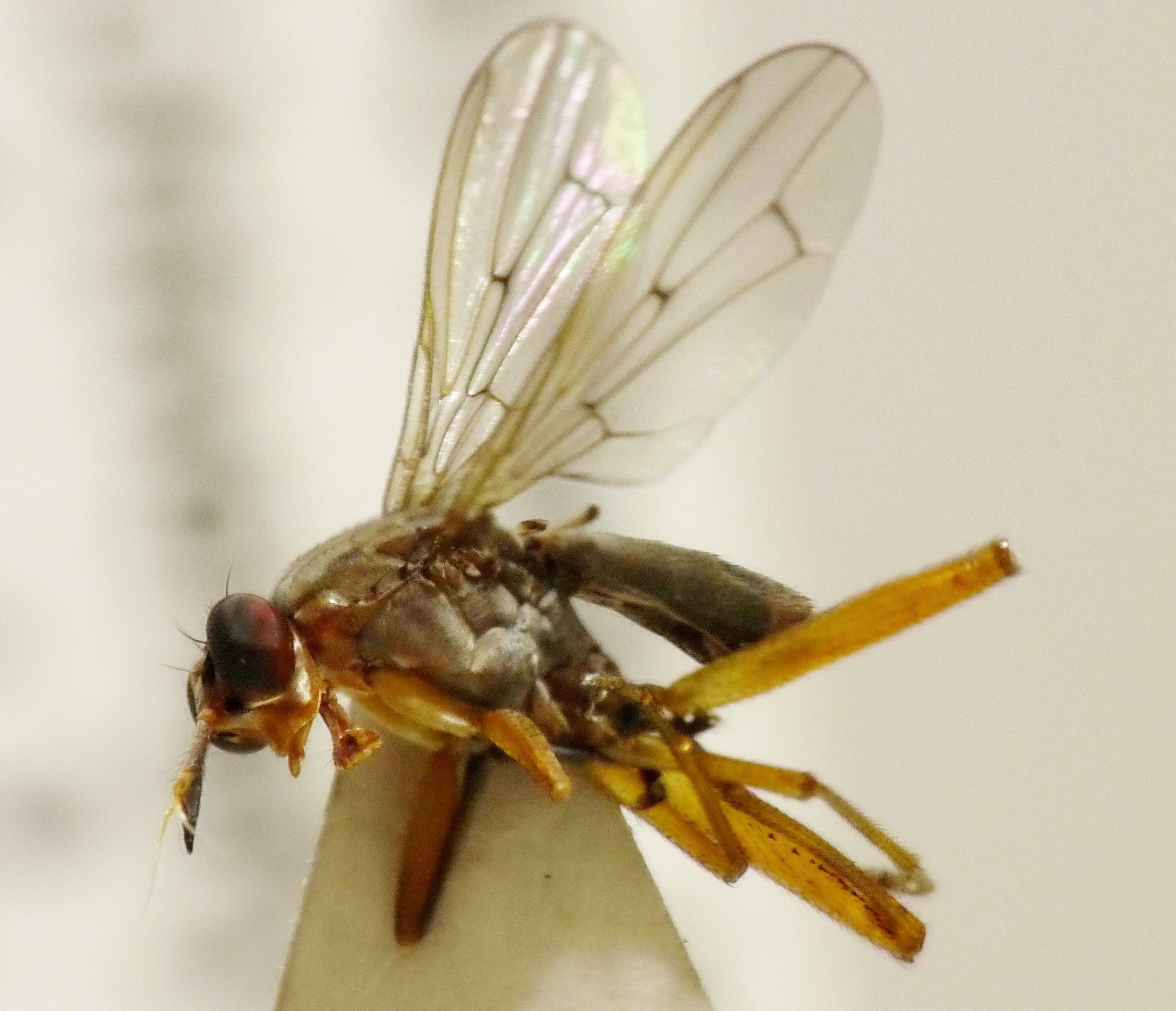

## Dottertaxa tillSepedon, i alfabetisk ordning[1][2]
- Sepedon acrosticta
- Sepedon aenescens
- Sepedon alaotra
- Sepedon albocostata
- Sepedon anchista
- Sepedon annulata
- Sepedon aquaticus
- Sepedon armipes
- Sepedon batjanensis
- Sepedon bifida
- Sepedon borealis
- Sepedon capellei
- Sepedon cascadensis
- Sepedon chalybeifrons
- Sepedon convergens
- Sepedon costalis
- Sepedon crishna
- Sepedon dispersa
- Sepedon edwardsi
- Sepedon ethiopica
- Sepedon femorata
- Sepedon ferruginosa
- Sepedon fuscipennisfloridensis
- Sepedon fuscipennisfuscipennis
- Sepedon gracilicornis
- Sepedon hispanica
- Sepedon iris
- Sepedon ituriensis
- Sepedon jonesi
- Sepedon katangensis
- Sepedon knutsoni
- Sepedon lata
- Sepedon lignator
- Sepedon lippensis
- Sepedon lobifera
- Sepedon maculifemur
- Sepedon madecassa
- Sepedon magerae
- Sepedon mcphersoni
- Sepedon melanderi
- Sepedon monacha
- Sepedon nanoides
- Sepedon nasuta
- Sepedon neanias
- Sepedon neavei
- Sepedon neili
- Sepedon nobilis
- Sepedon notambe
- Sepedon noteoi
- Sepedon ochripes
- Sepedon ophiolimnes
- Sepedon oriens
- Sepedon ornatifrons
- Sepedon pacifica
- Sepedon paranana
- Sepedon pelex
- Sepedon pleuritica
- Sepedon plumbella
- Sepedon praemiosa
- Sepedon pseudarmipes
- Sepedon pusilla
- Sepedon relicta
- Sepedon ruficeps
- Sepedon ruhengeriensis
- Sepedon saegeri
- Sepedon scapularis
- Sepedon selenopa
- Sepedon senegalensis
- Sepedon senex
- Sepedon simulans
- Sepedon spangleri
- Sepedon sphegea
- Sepedon spinipes
- Sepedon spinipesamericana
- Sepedon straeleni
- Sepedon stuckenbergi
- Sepedon tenuicornis
- Sepedon testacea
- Sepedon trichooscelis
- Sepedon trochanterina
- Sepedon tuckeri
- Sepedon uelensis
- Sepedon umbrosa